# Linde Gas
Linde Gas a.s. (dříve LINDE TECHNOPLYN a.s. a TECHNOPLYN, akciová společnost) je dceřiná společnost německé firmy Linde AG. Společnost vyrábí technické plyny.
Společnost vznikla v roce 1990 privatizací státního podniku Technoplyn formou přímého prodeje. Při svém vzniku pokrývala takřka 100 % trhu s technickými plyny.
Roku 2002 rozhodl Úřad pro ochranu hospodářské soutěže o zneužití dominantního postavení, kdy firma smluvně zavazovala k výlučnému odběru a to pod jinou cenou.
Roku 2006 byl název změněn na Linde Gas. V roce 2020 byla v ČR největším výrobcem a dodavatelem technických plynů.